# Bleu-nacré de Corse
Lysandra nufrellensis
Espèce
Le Bleu-nacré de Corse (Lysandra nufrellensis) est une espèce d'insectes lépidoptères (papillons) de la famille des Lycaenidae et de la sous-famille des Polyommatinae.
Endémique de Corse, ce taxon est souvent considéré comme une sous-espèce de l'Argus bleu-nacré (Lysandra coridon), qui est répandu en Europe continentale.

## Historique et taxonomie
Découvert en 1975 en Corse près de la Muvrella, le taxon actuellement appelé Lysandra nufrellensis a été décrit par Schurian en 1977 sous le nom de Lysandra coridon nufrellensis,,, puis il n'a pas été revu avant 2001.
Le statut de ce taxon (espèce à part entière ou sous-espèce de Lysandra coridon) reste débattu.
Comme le genre Lysandra était précédemment considéré par certains auteurs comme un sous-genre du genre Polyommatus, le Bleu-nacré de Corse est parfois cité sous les noms de Polyommatus nufrellensis ou Polyommatus coridon nufrellensis,.

## Noms vernaculaires
- En français : le Bleu-nacré de Corse[4].
- En anglais : Corsican Chalk Hill Blue[5].

## Morphologie
L'imago du Bleu-nacré de Corse ressemble aux Argus bleu-nacré du continent. Les femelles ont le dessus des ailes bleu plutôt que brun, et la ponctuation du revers peut être assez réduite.

## Plantes-hôtes
Alors que la plante-hôte principale de Lysandra coridon est Hippocrepis comosa, la seule plante-hôte connue de Lysandra nufrellensis est Hippocrepis conradiae, une espèce endémique de Corse découverte grâce à ce papillon, et décrite en 2011. La preuve qu'elle est effectivement une plante-hôte de Lysandra nufrellensis a été apportée en 2012.

## Distribution et habitat
Lysandra nufrellensis est endémique de Corse, où il vit dans des zones montagneuses escarpées et peu accessibles.
Il a la particularité de vivre sur sol cristallin, alors que les Lysandra du continent sont typiquement liés aux sols calcaires.

## Statut et protection
Lysandra nufrellensis est une espèce déterminante de l'inventaire ZNIEFF en Corse.